# Gmina Furesø
Gmina Furesø (duń. Furesø Kommune) – gmina w Danii w regionie stołecznym.
Gmina powstała w 2007 roku na mocy reformy administracyjnej z połączenia gmin Farum i Værløse.
Siedzibą gminy jest miasto Værløse.